# Juan Cuadrado
Juan Guillermo Cuadrado Bello (Necoclí, 26 de maio de 1988) é um futebolista colombiano que atua como meia-direita. Atualmente está no Pisa.

## Clubes

### Início
Nascido em Necoclí, Cuadrado começou sua carreira no Atlético Urabá, onde começou como atacante. No entanto, por recomendação do presidente do clube, Nelson Gallego, Cuadrado passou a jogar como meia. Mais tarde, ele teve uma breve passagem pelo Rionegro, time da segunda divisão colombiana, onde ficou no banco com o técnico Víctor González Scott, mas seu potencial foi reconhecido pelo técnico do Independiente Medellín, Juan José Peláez. Assim, assinou contrato com o Independiente Medellín em 2008, o que lhe permitiu voltar para a primeira divisão. Naquele ano, a Cuadrado fez sua estréia profissional contra o Boyacá Chico, num jogo em que também marcou seu primeiro gol.

### Udinese
Em 2 de julho de 2009, Cuadrado se transferiu para a Udinese, da Itália, com um contrato de cinco anos. Ele jogou sua primeira partida pela Udinese numa avitória por 2 a 1 contra o Chievo atuando como um ala direito. Após não obter destaque pela Udinese, Cuadrado foi cedido por empréstimo ao Lecce.

### Lecce
Em 3 de agosto de 2011, foi emprestado ao Lecce para a temporada 2011–12. Ele marcou seu primeiro gol pelo clube contra o Cesena, o único da vitória por 1 a 0. Apesar do esforço de Cuadrado, o Lecce terminou na 18º posição e foi rebaixado para a Serie B. Assim, Cuadrado voltou para a Udinese.

### Fiorentina
No dia 23 de julho de 2012, Cuadrado acertou sua ida à Fiorentina. Ele marcou seu primeiro gol pelo clube numa vitoria por 4 a 1 sobre o Cagliari. Ele terminou a temporada com cinco gols e seis assistências, ajudando a Fiorentina a chegar ao quarto lugar na competição.
No dia 11 de fevereiro de 2014, Cuadrado marcou o segundo gol da Fiorentina contra a Udinese, numa vitória por 2 a 0 na semi-final da Copa da Itália, fazendo com que o time alcançasse a final. Cuadrado não pode jogar a final, pois havia sido suspenso, assim, a Fiorentina perdeu para o Napoli por 3 a 1, em 3 de maio.

### Chelsea
Em 2 de fevereiro de 2015, Cuadrado foi contratado pelo Chelsea, da Inglaterra, por quatro anos e meio, recebendo a camisa de número 23.
Ao término da temporada, Cuadrado não correspondeu ao esperado no elenco do Chelsea, não sendo aproveitado pelo técnico José Mourinho para a temporada 2015–16.

### Juventus
Não tendo boas atuações pelo Chelsea na temporada 2014–15, em 24 de agosto de 2015, Cuadrado acertou sua transferência de volta para a Itália, assinando um contrato por empréstimo de um ano com a Juventus. onde faz uma temporada com atuações regulares.
Após o fim da temporada, retornou ao Chelsea, onde fez a pré-temporada e disputou alguns amistosos com a equipe de Londres, mas em 31 de agosto de 2016, acertou sua continuidade na Juventus, novamente por empréstimo até 2019.
Foi contratado em definitivo pela Juventus no dia 22 de maio de 2017, assinando contrato até 2020.
Cuadrado defendeu a camisa da Velha Senhora em 314 oportunidades em oito temporadas, ele deixou a Juventus ao final da temporada 2022-23. Chelsea, Cuadrado conquistou onze títulos com a 'Vecchia Signora': cinco 'scudetti' (2016, 2017, 2018, 2019 e 2020) e quatro Copas da Itália (2016, 2017, 2018 e 2021).

### Inernazionale
Em 19 de julho de 2023, foi anunciado pela Internazionale até junho de 2024.

## Seleção Nacional

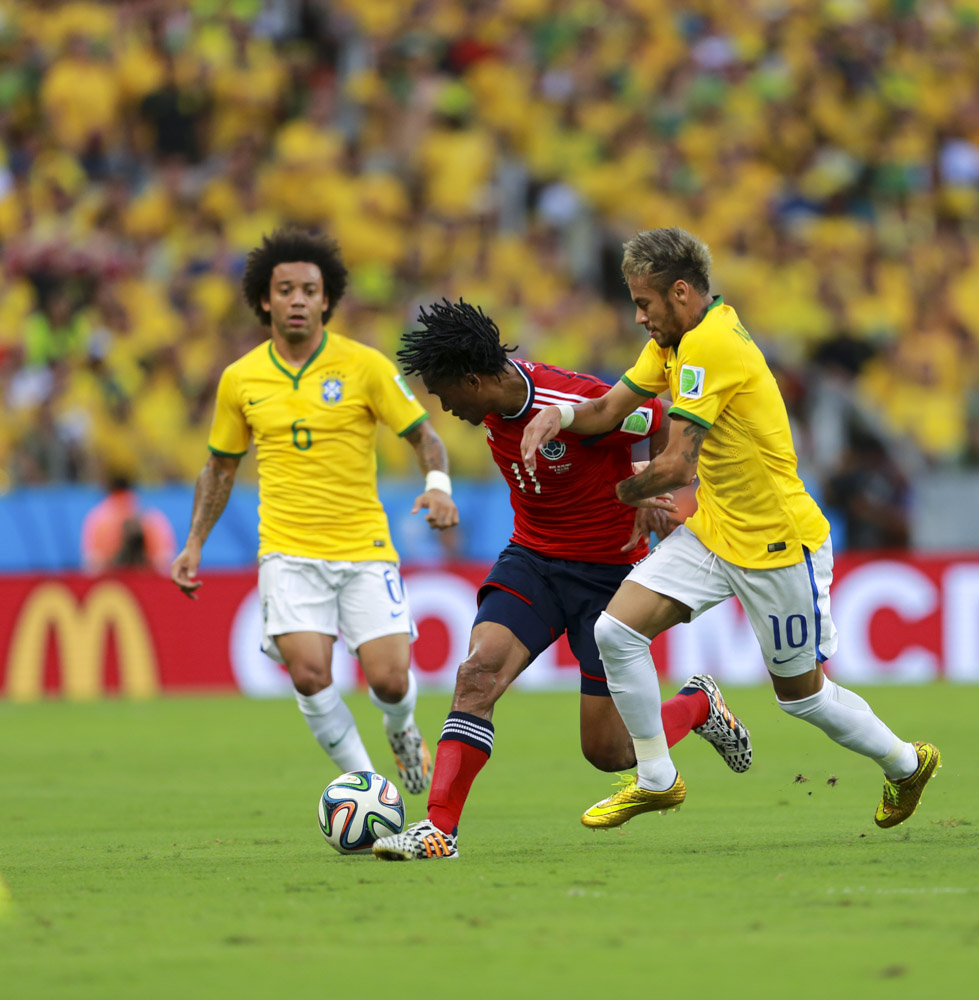
Cuadrado atuando contra o Brasil, disputando bola com Neymar e Marcelo durante a Copa do Mundo

Após ser transferido para a Udinese, Cuadrado recebeu sua primeira convocação para a seleção colombiana, fazendo sua estréia contra a Venezuela, em 3 de setembro de 2010. Ele foi nomeado homem do jogo e marcou o primeiro gol de uma vitória por 2-0.
Cuadrado foi convocado por José Pekerman para um amistoso contra o México em 29 de fevereiro de 2012 em Miami Gardens. Ele começou o jogo e marcou o segundo gol, num cruzamento Pablo Armero, na vitória por 2 a 0.
Integrou o elenco colombiano convocados pela Colômbia para a Copa do Mundo de 2014.
No terceiro jogo da fase de grupos, na vitória por 4-1 em cima do Japão, ele marcou o primeiro gol da equipe num pênalti. Cuadrado terminou sua campanha da Copa do Mundo com quatro assistências, empatando com Toni Kroos, como líder de assistências da competição.

## Títulos
Chelsea
- Copa da Liga Inglesa: 2014–15
- Campeonato Inglês: 2014–15

Juventus
- Campeonato Italiano: 2015–16, 2016–17, 2017–18, 2018–19, 2019–20
- Coppa Italia: 2015–16, 2016–17, 2017–18, 2020–21
- Supercopa da Itália: 2018, 2020

Internazionale
- Campeonato Italiano: 2023–24